# Pomiechówek
Pomiechówek is een dorp in het Poolse woiwodschap Mazovië, in het district Nowodworski. De plaats maakt deel uit van de gemeente Pomiechówek.